# Луна 7
Луна 7 е космически апарат, изстрелян от СССР по програмата Луна с цел изследване на Луната. Основната цел на апарата е осъществяване на меко кацане на лунната повърхност. Двигателите забавящи движението на апарата преди кацане не сработват поради повреда в сензорите и апаратът се разбива на повърхността в областта Океанус Процеларум (Oceanus Procellarum).
За разлика от предишните апарати от мисията, Луна 7 изпълнява успешно корекция на курса на 5 октомври. Непосредствено преди планираното задействане на двигателите за намаляване на орбиталната скорост на апарата с цел кацане на повърхността, апаратът губи ориентация спрямо Земята и това води до блокиране на двигателите. Причината е грешна ориентация на сензора, следящ положението на Земята. Апаратът се разбива на място от повърхността с координати 9° с. ш. и 49° з. д. на 7 октомври в 22:03 ст. време, в близост до кратерът Кеплер.